# Thonnance-lès-Joinville
Thonnance-lès-Joinville is een gemeente in het Franse departement Haute-Marne (regio Grand Est) en telt 858 inwoners (1999). De plaats maakt deel uit van het arrondissement Saint-Dizier.

## Geografie
De oppervlakte van Thonnance-lès-Joinville bedraagt 11,4 km², de bevolkingsdichtheid is 75,3 inwoners per km².
De onderstaande kaart toont de ligging van Thonnance-lès-Joinville met de belangrijkste infrastructuur en aangrenzende gemeenten.

## Demografie
Onderstaande figuur toont het verloop van het inwonertal (bron: INSEE-tellingen).